# Elizówka (potok)
Elizówka (niem. Elisen Flőssel) – potok w południowo-zachodniej Polsce, w Sudetach; prawy dopływ Bystrzycy Dusznickiej.
Potok ma źródła na zboczu szczytu Kuźnicka Góra na wysokości 790 m n.p.m. a ujście na wysokości 610 m n.p.m.